# Mirilovac
Mirilovac (cyr. Мириловац) – wieś w Serbii, w okręgu pomorawskim, w gminie Paraćin. W 2011 roku liczyła 610 mieszkańców.